# Julius Lessing
Pour les articles homonymes, voir Lessing.

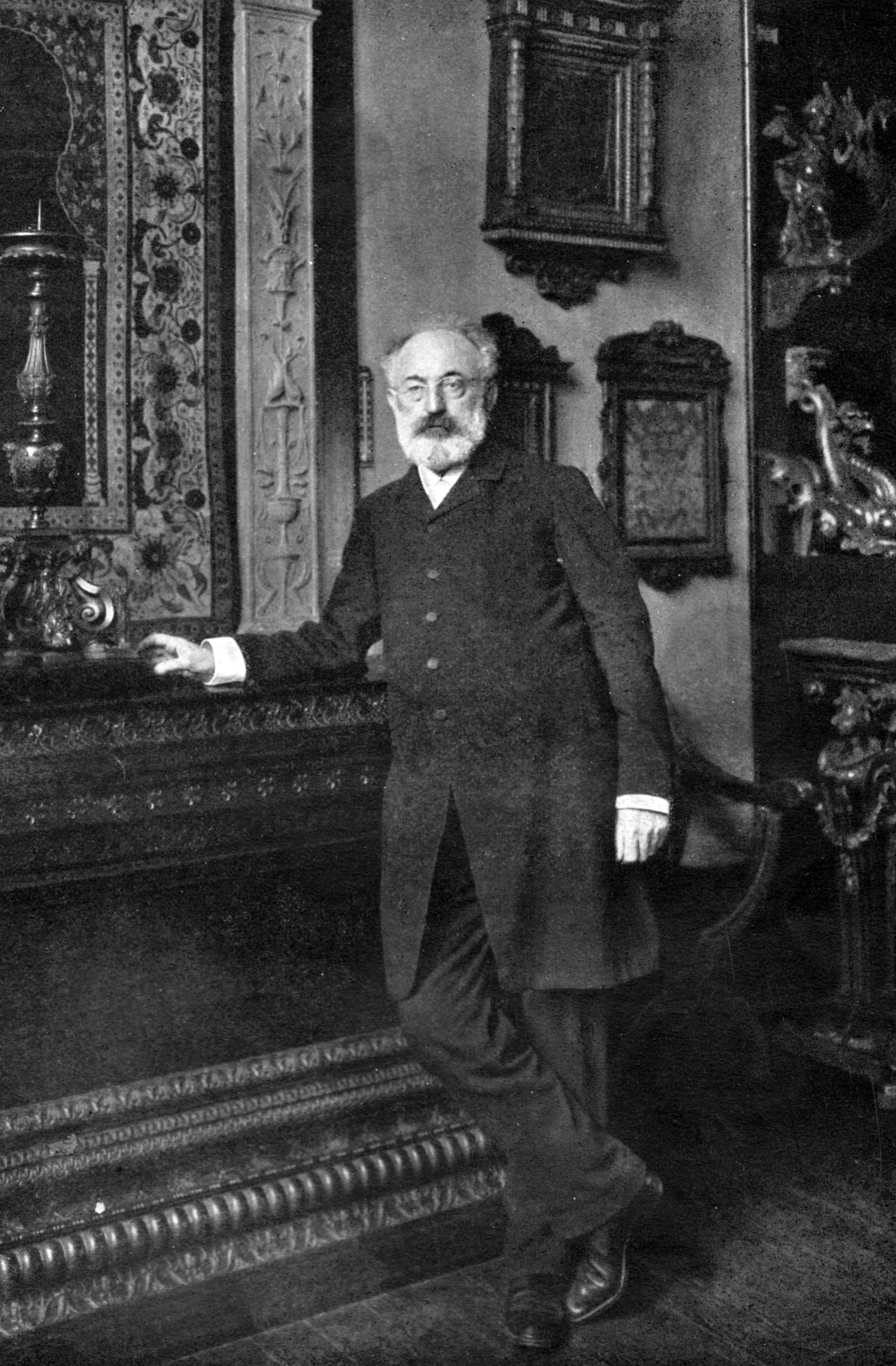
Julius Lessing, vers 1908.

Julius Lessing (né le 20 septembre 1843 à Stettin et mort le 13 mars 1908 à Berlin) est un historien de l'art prussien et le premier directeur de collection du Musée des Arts décoratifs de Berlin.

## Biographie
Julius Lessing est le fils d'un commerçant de vêtements et d'équipements navals et est élevé par sa mère après la mort prématurée de son père. Il étudie le lycée de l'abbaye Sainte-Marie de Stettin et étudie la philologie classique et l'archéologie classique aux universités de Berlin et de Bonn. Au cours de ses études, il devient membre de la Berliner Burschenschaft Arminia (de) en 1863. Après avoir obtenu son doctorat à Bonn en 1866, il voyage beaucoup et enseigne à partir de 1870 l'histoire des arts décoratifs à l'Académie d'architecture de Berlin et à l'Académie commerciale en tant que professeur. Même après la fusion des deux académies pour former l’ Université technique en 1879, il continue à enseigner jusqu’en 1894.
Julius Lessing participe à l'Association du musée allemand des Arts et métiers de Berlin, fondée en 1867, qui dirige depuis le 12 janvier 1868 un institut d'enseignement ainsi que deux salles de collection dans l'ancien diorama de Gropius loué par l'association au coin de la Georgenstraße et de la Stallstraße, aujourd'hui Universitätsstraße. Il dirige temporairement le développement de la collection et est responsable de l'exposition d'œuvres d'art décoratif et d'artisanat provenant de la Chambre d'art, de divers palais de la famille royale et de collections privées sous le patronage du prince héritier Frédéric au Palais de l'Arsenal de Berlin en 1872. Le succès de l'exposition motive la création d'un véritable musée des Arts décoratifs, initialement sous le nom de Musée allemand des arts et métiers, en tant que département distinct à côté de l'établissement d'enseignement. De 1872 jusqu'à sa mort en 1908, Julius Lessing est directeur des collections du Musée des Arts Décoratifs de Berlin.
Au cours de son long mandat, en 1885, le musée, initialement privé, est intégré aux Musées royaux de Berlin et en 1881, les collections sont transférées dans le nouveau bâtiment du musée à Prinz-Albrecht-Straße 7 (aujourd'hui Niederkirchnerstraße) selon les plans des architectes Martin Gropius et Heino Schmieden. Grâce à des transferts de propriétés royales et à des achats ciblés, la collection acquit sous sa direction une importance internationale. Des agrandissements importants comprennent le transfert de 7 000 objets de la Chambre d'art en 1875, auparavant stockés au Nouveau Musée, l'achat de la collection de verre Guastella en 1872 et l'argenterie de la ville de Lunebourg en 1874.
L'objectif de l'association du musée allemand des Arts et métiers de Berlin, qui est de « rendre accessibles les moyens d'aide de l'art et de la science à l'industrie artistique locale », comprend non seulement la constitution d'une collection, mais aussi la publication de modèles d'artisanat d'art exemplaires. C'est ainsi qu'à partir de 1888, Julius Lessing rédige plus de vingt cahiers dans la série « Vorbilder-Hefte aus dem Kgl. Kunstgewerbemuseum » (Cahiers de modèles du Musée royal des Arts décoratifs).

## Publications (sélection)
- Das Kunstgewerbe auf der Wiener Weltausstellung. E. Wasmuth Berlin 1874
- Altorientalische Teppichmuster: Nach Bildern und Originalen des XV.-XVI. Jahrhunderts gezeichnet von Julius Lessing, E. Wasmuth, Berlin 1877 (Neuauflage: Wasmuth 1926)
- Berichte von der Pariser Weltausstellung 1878 . E. Wasmuth Berlin 1878
- Die Silberarbeiten von Antonius Eisenhoit (de) aus Warburg; Lichtdruck von Albert Frisch, Berlin 1879
- Vorbilder-Hefte aus dem Kgl. Kunstgewerbemuseum. E. Wasmuth, Berlin 1888–1905
  - 1: Rahmen Lieferung 1: Italien XV.–XVI. Jahrhundert.
  - 2: Rahmen Lieferung 2: Italien und Deutschland XVI. Jahrhundert.
  - 3: Rahmen Lieferung 3: XVII. Jahrhundert.
  - 4: Rahmen Lieferung 4: Anfang XVIII. Jahrhundert.
  - 5: Stuehle Lieferung 1: XVI.–XVII. Jahrhundert.
  - 6: Stuehle Lieferung 2: XVII.–XIX. Jahrhundert.
  - 7: Kandelaber: XVI.–XVII. Jahrhundert.
  - 8: Gothische Moebel.
  - 10: Oberlichtgitter aus Schmiedeeisen und Verwandtes XVI.–XVIII. Jahrhundert.
  - 11: Persisch-Türkische Fayencen: Teller.
  - 12: Italienische Truhen 15.–16. Jahrhundert.
  - 13: Orientalische Teppiche.
  - 14: Italienische Moebel: XVI. Jahrhundert.
  - 15: Thueren.
  - 17: Moebel des XVII. Jahrhunderts.
  - 18/19: Berliner Porzellan des XVIII. Jahrhunderts.
  - 20: Rahmen Lieferung 5: XVIII. Jahrhundert.
  - 21: Moebel aus der Zeit Louis XVI: Zopfstil.
  - 22: Bronzen des 18. Jahrhunderts
  - 25: Die Wandteppiche aus dem Leben des Erzvaters Jacob.
  - 26: Geräthe aus Edelmetall: XVIII. Jahrhundert.
  - 29: Chinesische Bronzegefässe.
- Das Speisezimmer und andere Festgaben, dargebracht Ihren Kaiserlichen und Königlichen Hoheiten dem Kronprinzen und der Kronprinzessin des Deutschen Reiches und von Preussen bei der Feier der Silberhochzeit am 25. Januar 1883 angefertigt unter Mitwirkung des Königl. Kunstgewerbe-Museums zu Berlin. E. Wasmuth Berlin 1886